# Danganronpa Another Episode: Ultra Despair Girls
Danganronpa Another Episode: Ultra Despair Girls es un videojuego de acción y aventura creado por Spike Chunsoft para PlayStation Vita. Es un spin-off del videojuego de novela visual Danganronpa que se lleva a cabo entre los eventos de Danganronpa: Trigger Happy Havoc y Danganronpa 2: Goodbye Despair. Fue lanzado en Japón el 25 de septiembre del 2014, en Norteamérica el 1º de septiembre de 2015 por la compañía NIS América, en Europa el 4 de septiembre de 2015 y en Australia el 10 de septiembre de 2015. El juego salió a la venta para Microsoft y PlayStation 4 a nivel mundial en 2017.

## Modo de Juego
A diferencia de entregas anteriores, en las cuales el modo de juego era de novela visual, Ultra Despair Girls es un juego en tercera persona con elementos de aventura y terror, en el cual los jugadores controlan a Komaru Naegi en su intento por sobrevivir en una ciudad invadida por robots Monokuma. Komaru está equipada con una Pistola Megáfono Hackeadora que puede usar distintos tipos de Balas de la Verdad, las cuales se desbloquean a medida que se avanza en la historia del juego. Con la Pistola Megáfono Hackeadora se puede matar a enemigos, tomar el control de ellos, activar ciertos tipos de maquinaria y escanear el entorno para buscar pistas u objetos ocultos. Durante el transcurso del juego, Komaru contará con la ayuda de Toko Fukawa, una de los sobrevivientes del primer juego, quien lleva consigo un arma de electrochoque que le permite cambiar a su otra personalidad, el asesino serial Genocide Shou. Cuando la pistola de electrochoque está cargada, los jugadores podrán, por un tiempo determinado, tomar el control de Jack quien puede atacar con tijeras afiladas. Al atacar a los enemigos, se llenará el medidor de “Fiebre de Genotijeras” permitiendo a Jack efectuar ataques especiales que derrotarán a varios enemigos a la vez. Los Monocoins ganados tras derrotar enemigos pueden comprar mejoras para ambas armas, la Pistola Megáfono Hackeadora de Komaru y las Genotijeras de Jack, y varias habilidades pueden ser desbloqueadas y equipadas, como el aumento de salud. El juego presenta tres modos de dificultad, con las más duras obtendremos menos munición y menos oportunidades de utilizar la ayuda de Jack. 

## Trama
El juego tiene lugar medio año después de los eventos del primer juego, previo a los eventos del segundo juego. Komaru Naegi, la hermana menor del protagonista del primer juego, Makoto Naegi, pasó el último año encerrada en un complejo de departamentos en Towa City, sin tener conocimiento de los eventos que han ocurrido en el mundo exterior. De repente se ve forzada a escapar cuando es atacada por los mortales robots Monokuma y se encuentra con Byakuya Togami, un miembro de la Fundación Futuro, quien le da a Komaru un arma especial de hackeo que es capaz de destruir a los robots Monokuma y le ordena escapar de la ciudad, la cual está hecha un caos debido a la tragedia que llevó al mundo a su fin. Sin embargo, el escape de Komaru fracasa y ella es capturada por un grupo de niños de la escuela primaria de Hope's Peak conocidos como los "Guerreros de la Esperanza", quienes buscan crear una utopía para los niños asesinando a todos los adultos con sus robots Monokuma. Posteriormente, obligan a Komaru a unirse a su macabro juego llamado "Cacería del demonio" y a dejarla a ella en la ciudad para que los robots la asesinen, sin embargo, es salvada por, Genocida Jack, una maníaco homicida quien pronto vuelve a su verdadero yo, Toko Fukawa, una sobreviviente de la academia privada de élite Hope's Peak, quien padece un trastorno de personalidad múltiple. Toko puede ahora controlar a su otra personalidad, Jack, a través del uso de una pistola paralizante. Sabiendo que Byakuya posiblemente haya sido raptado por los Guerreros de la Esperanza, Toko accede a formar equipo con Komaru para encontrar a Byakuya y escapar de la ciudad. En el camino encuentran a un grupo de resistencia dirigido por Haiji Towa y un robot llamado Shirokuma, quien a pesar de ser un robot Monokuma, odia la violencia y ayuda a la gente durante la tragedia.
A medida que Komaru y Toko avanzan en su viaje, luchando contra los Guerreros de la Esperanza y encontrando mucha desesperación en el camino, descubren que los Guerreros de la Esperanza son parte del culto de Junko Enoshima, conocida como la "Desesperación Definitiva" y la culpable de causar el fin del mundo, quien trata de crear un sucesor. Luego de confrontar al jefe del grupo, Monaca Towa, y de vencer a su consejero Kurokuma, a Komaru se le presenta la posibilidad de destruir el Controlador Monokuma, que detendría a todos los robots pero sería a costa de sacrificar a todos los niños usando las máscaras Monokuma. Monaca entonces revela que su objetivo es el de convertir a Komaru en la próxima Junko Enoshima haciéndola destruir el controlador, asesinando a los niños y sembrar desesperación por el mundo una vez más, e intenta convencerla de destruir el controlador al revelar que sus padres fueron supuestamente asesinados. No obstante, Toko, logra hacer a Komaru entrar en razón y juntas superan la desesperación para poder así, derrotar a un gigantesco Monokuma fuera de control. Mientras que Monaca es inevitablemente rescatada por Nagito Komaeda, quien la alienta a convertirse en la próxima Junko, es revelado que Shirokuma and Kurokuma estaban siendo controlados por una inteligencia artificial con la personalidad y recuerdos de Junko Enoshima, quien hace que Izuru Kamukura lleve a cabo la siguiente parte de su plan. Mientras tanto, después de haber rescatado a Byakuya, Komaru y Toko deciden quedarse en la ciudad Towa para ayudar a quienes lo necesiten.
En cambio, si Komaru elige destruir el controlador antes de descubrir su verdadero propósito, esto activará al Final Malo y todos los niños Monokuma son asesinados cuando sus máscaras explotan. Komaru se convierte en la heroína de la resistencia, pero se siente extremadamente culpable por lo que hizo.

## Desarrollo y lanzamiento
Siendo las dos últimas entregas en la saga de Danganronpa una novela visual de los juegos de aventura, los miembros de Spike Chunsoft quisieron desarrollar un juego spin-off que esté más orientado a la acción. Uno de los promotores para esto fue el escritor de sagas Kazutaka Kodaka; él había querido escribir una historia de dos personajes escapando de la desesperanza, y sintió que la manera más fácil de hacerlo era a través de un juego de acción que requiriera movimiento. Cuando Spike Chunsoft dio luz verde a la propuesta, dejaron que Kodaka tuviera libertad para escribir la narrativa para Danganronpa Another Episode: Ultra Despair Girls. Kodaka declaró que él pasó la misma cantidad de tiempo escribiendo el diálogo y los orígenes para los protagonistas como hizo para los antagonistas. Un aspecto de Danganronpa Another Episode: Ultra Despair Girls por el cual el equipo de producción estaba preocupado era si el cambio en los géneros de modo de juego alejaría a los jugadores que no fueran buenos en los juegos de acción. Decidieron añadir la mecánica de cambiar de personajes, ya que Genocide Jack haría el juego considerablemente más fácil. 
 Danganronpa Another Episode: Ultra Despair Girls fue anunciado en una conferencia de prensa de Sony Computer Entertainment en septiembre de 2013, donde el primer tráiler del modo de juego fue mostrado; este además adelantó la tercera entrada en la saga. Luego fue publicado en Japón el 25 de septiembre de 2014. Para promocionar el juego, Spike Chunsoft ofreció varios beneficios de pre-orden, incluyendo fondos digitales, almohadillas para ratón, y un soporte para teléfono inteligente. Mercancía adicional como peluches de Monokuma y un brazalete fueron también ofrecidos en la Comiket. NIS América localizó y publicó las versiones internacionales del juego. Este fue lanzado en América del Norte el 1 de septiembre de 2015, en Europa el 4 de septiembre, y en Australia el 10 de septiembre. NIS America ofreció una versión limitada del juego, la cual incluía un libro del modelo de diseño, la banda sonora del juego, y otros ítemes de colector. NIS America lanzó el juego para PlayStation 4 en América del Norte y Europa en el verano de 2017.

## Otros medios de difusión
El juego recibió dos adaptaciones a manga. Un manga por Machika Minami, titulado Zettai Zetsubō Shōjo: Danganronpa Another Episode: Genocider Mode, comenzó su serialización en la revista de Kadokawa Shoten, Dengeki Maoh a partir de enero de 2015. Un segundo manga por Hajime Toya se estrenó en la revista de Kadokawa Shoten, Famitsu Comic Clear en febrero de 2015, y será serializado hasta julio de 2017.  El 24 de enero y 25 de mayo de 2015, se publicaron dos cómics antológicos de varios artistas. 
Una aplicación para móvil de Danganronpa Another Episode: Ultra Despair Girls presentando a Komaru fue lanzado para Android en Japón en agosto de 2015. La aplicación permite a los usuarios administrar los archivos y caché de sus teléfonos inteligentes, y la expresión de Komaru cambiará dependiendo de la cantidad de espacio utilizado

## Recepción
En general, Danganronpa Another Episode: Ultra Despair Girls recibió comentarios positivos de parte de los críticos. En Metacritic, que asigna una calificación normalizada de 100 a evaluaciones de publicaciones estándar, el juego recibió un puntaje promedio de 72, basado en 35 evaluaciones. El juego vendió 70,596 copias en su semana de estreno en Japón, y 85,930 copias en dos semanas. El lanzamiento de Steam tuvo un total estimado de 32,000 jugadores para julio de 2018.